# کشتی در المپیک تابستانی ۱۹۵۲
کشتی در بازی‌های المپیک تابستانی ۱۹۵۲ نام رویداد ورزش کشتی در بازی‌های المپیک تابستانی بود که در سال ۱۹۵۲ برگزار شد.

## مدال‌آوران

### فرنگی مردان
| بازی‌ها            | طلا                         | نقره                         | برنز                        |
| Flyweight         | بوریس گورویچ · اتحاد شوروی  | اینیاتسیو فابرا · ایتالیا    | لئو هونکالا · فنلاند        |
| Bantamweight      | ایمره هودوش · مجارستان      | زکریا شهاب · لبنان           | آرتیوم تریان · اتحاد شوروی  |
| Featherweight     | یاکیف پانکوین · اتحاد شوروی | ایمره پولیاک · مجارستان      | عبدالعال راشد · مصر         |
| Lightweight       | شازام سافین · اتحاد شوروی   | گوستاف فری · سوئد            | میکولاش آتاناسوف · چکسلواکی |
| Welterweight      | میکلوش سیلواشی · مجارستان   | گوستا اندرشون · سوئد         | خلیل طه · لبنان             |
| Middleweight      | اکسل گروئنبرگ · سوئد        | کالروو راوهالا · فنلاند      | نیکولای بلوف · اتحاد شوروی  |
| Light heavyweight | کلپو گروندال · فنلاند       | شالوا چیخلادزه · اتحاد شوروی | کارل-اریک نیلسون · سوئد     |
| Heavyweight       | یوهانس کوتکاس · اتحاد شوروی | یوزف روژیچکا · چکسلواکی      | تاونو کووانن · فنلاند       |

### آزاد مردان
| بازی‌ها            | طلا                                | نقره                                  | برنز                               |
| Flyweight         | حسن گمیچی · ترکیه                  | یوشو کیتانو · ژاپن                    | محمود ملاقاسمی · ایران             |
| Bantamweight      | شوهاچی ایشی · ژاپن                 | رشید محمدبیوف · اتحاد شوروی           | کی. دی. جاداو · هند                |
| Featherweight     | بایرام شیت · ترکیه                 | ناصر گیوه‌چی · ایران                   | جوزایا هنسون · ایالات متحده آمریکا |
| Lightweight       | اوله آندربری · سوئد                | جی توماس ایوانز · ایالات متحده آمریکا | جهانبخت توفیق · ایران              |
| Welterweight      | ویلیام اسمیت · ایالات متحده آمریکا | پر برلین · سوئد                       | عبدالله مجتبوی · ایران             |
| Middleweight      | دیوید تسیماکوریدزه · اتحاد شوروی   | غلامرضا تختی · ایران                  | گئورگی گوریچ · مجارستان            |
| Light heavyweight | وایکینگ پالم · سوئد                | هنری ویتنبرگ · ایالات متحده آمریکا    | عادل آتان · ترکیه                  |
| Heavyweight       | آرسن مکوکیشویلی · اتحاد شوروی      | برتیل آنتونسون · سوئد                 | کنت ریچموند · بریتانیای کبیر       |

## کشورهای شرکت‌کننده
در مجموع ۲۴۴ کشتی‌گیر از ۳۷ کشور جهان در مسابقات کشتی بازی‌های المپیک تابستانی ۱۹۵۲ هلسینکی شرکت کرده‌اند:
- آرژانتین (۵)
- استرالیا (۴)
- اتریش (۳)
- بلژیک (۸)
- کانادا (۴)
- چکسلواکی (۳)
- دانمارک (۵)
- مصر (۱۲)
- فنلاند (۱۶)
- فرانسه (۱۰)
- آلمان (۸)
- بریتانیای کبیر (۶)
- یونان (۳)
- گواتمالا (۳)
- مجارستان (۱۲)
- هند (۴)
- ایران (۸)
- ایرلند (۱)
- ایتالیا (۱۴)
- ژاپن (۵)
- کره جنوبی (۱)
- لبنان (۴)
- لوکزامبورگ (۳)
- مکزیک (۵)
- نروژ (۷)
- فیلیپین (۱)
- لهستان (۵)
- رومانی (۷)
- آفریقای جنوبی (۵)
- اتحاد شوروی (۱۶)
- سوئد (۱)
- سوئیس (۵)
- ترکیه (۱۵)
- ایالات متحده آمریکا (۸)
- ونزوئلا (۳)
- یوگسلاوی (3)[۲]